# Karin Loser
Karin Loser (* 11. Dezember 1968 in Münster) ist eine deutsche Biologin und Immunologin. Als Universitäts-Professorin ist sie Leiterin der Abteilung für Immunologie an der Medizinischen Fakultät der Carl von Ossietzky Universität Oldenburg. Zuvor leitete sie als Professorin an der Klinik für Hautkrankheiten des Universitätsklinikums Münster den Forschungsbereich „Experimentelle Dermatologie und Immunbiologie der Haut“ und war Projektleiterin im Exzellenzcluster „Cells in Motion“. Sie ist spezialisiert auf Immunologie und Entzündungsreaktionen der Haut und betreibt mit ihrem Team schwerpunktmäßig Grundlagenforschung, um die Wechselwirkungen von Immunzellen und anderen Zellen bei der Entstehung von Entzündungs- oder Autoimmunkrankheiten besser zu verstehen.

## Werdegang
Karin Loser wurde 1968 in Münster geboren und absolvierte an der dortigen Universität von 1989 bis 1994 ein Biologiestudium mit Diplomabschluss. Im Anschluss forschte sie am Institut für Molekularbiologie, wo sie 1998 mit einer molekularen Untersuchung einer krankheitserregenden Pilzart gegenüber Kartoffeln promovierte.
Nach ihrer Promotion war sie für einige Monate bei einem Leipziger Pflanzenschutz-Unternehmen tätig, bevor sie 1999 ein Postgraduiertenstudium am Institut für Pharmakologie und Toxikologie der Universität Münster aufnahm. 2001 wechselte sie als wissenschaftliche Mitarbeiterin an die dortige Hautklinik, wo sie ab 2006 auch Projektleiterin wurde und sich Ende 2007 im Fach Immunologie habilitierte. Im selben Jahr wurde sie von der Arbeitsgemeinschaft Dermatologische Forschung für ihre Veröffentlichung zur Bedeutung bestimmter epidermaler Tumornekrosefaktoren (RANKL) bei immunologischen Prozessen mit dem Egon-Macher-Preis ausgezeichnet.
Von 2008 bis 2011 leitete sie als Assistenzprofessorin die Forschungsgruppe Regulation kutaner Immunantworten, bevor sie 2012 zur Leiterin des Bereichs „Experimentelle Dermatologie und Immunbiologie der Haut“ und außerordentliche Professorin für Immunologie ernannt wurde.
Im Jahr 2020 folgte sie dem Ruf auf die Universitätsprofessur für Immunologie an der Carl von Ossietzky Universität Oldenburg und ist seit dem Leiterin des Immunologischen Instituts. Hier beschäftigt sie sich unter anderem schwerpunktmäßig mit der Neuroimmunologie, Immun-Environment-Interactions und der Steuerung der anti-mikrobiellen und anti-tumoralen Immunität in epithelialen Barrieregeweben.

## Publikationen (Auswahl)
- Molekulare Untersuchungen zur Virulenz von Gibberella pulicaris gegenüber Kartoffeln. (Dissertation). 1998 (d-nb.info [abgerufen am 28. März 2020]).
- mit Annette Mehling, Stefanie Loeser, Jenny Apelt, Annegret Kuhn: Epidermal RANKL controls regulatory T-cell numbers via activation of dendritic cells. In: Nature Medicine. Band 12, Nr. 12. Springer Nature Limited, Dezember 2006, ISSN 1546-170X, S. 1372–1379, doi:10.1038/nm1518 (englisch, nature.com [abgerufen am 28. März 2020]).